# Prostituce v Angole
Prostituce v Angole je nelegální a od 90. let 20. století zvětšujícím se problémem. Množství prostituce se zvyšovalo i během občanské války v roce 2001. Její zákaz však není důsledně vynucován. Mnoho žen se živí prostitucí kvůli chudobě. V roce 2013 v zemi žilo odhadem 33 000 sexuálních pracovníků. Do Angoly přichází nelegálně mnoho žen z Namibie. Často směřují přes příhraniční obec Curoca a míří do měst jako Ondjiva, Lubango a Luanda, kde se živí prostitucí. Dalším problémem v zemi je dětská prostituce.
Prostituce je rozšířena v provincii Cabinda, která je bohatá na naleziště ropy a pracuje zde mnoho Američanů a dalších cizinců. Ženy z Konžské republiky a Konžské demokratické republiky často překračují špatně hlídanou státní hranici, aby si v této provincii vydělávaly peníze prostitucí. Někteří policisté v této oblasti jsou zkorumpovaní a deportují ženy, pokud jim nedají úplatek. Největším nevěstincem v oblasti je Berlita nacházející se ve čtvrti Comandante Jika ve městě Cabinda. Prostituce je běžná také v oblastech s těžbou diamantů.
Ministerstvo pro rodinu a podporu žen (MINFAMU) spravuje v hlavní městě Angoly, v Luandě, ženský azyl, který je otevřen pro bývalé prostitutky.

## Africký pohár národů 2010
V roce 2010 Angola hostila Africký pohár národů. Existovaly obavy, že zvýšená poptávka po prostitutkách ze strany hostujících fanoušků povede k nárůstu obchodu s lidmi. Byl proto přijat zákon proti obchodu s lidmi a byla spuštěna kampaň zaměřená na zvyšování povědomí o této problematice mezi fotbalovou veřejností.
Šíření sexuálně přenosných chorob a HIV bylo také očekávaným problémem. Organizační výbor poháru se nejdříve pokusil odstranit všechny prostitutky z měst, ve kterých se měl pohár pořádat, ale v praxi se tento postup neosvědčil. Spolu s Komisí pro zdraví v Angole proto organizátoři bezplatně distribuovali 5 milionů kondomů do barů, hotelů a dalších strategických míst.

## HIV
V Angole je mnoho lidí infikovaných HIV/AIDS. Má však jednu z nejnižších hodnot prevalence této nemoci v oblasti jižní Afriky. Jednou z vysoce rizikových skupin obyvatelstva jsou prostitutky. Podle agentury UNAIDS byla v roce 2016 míra prevalence 4,7 % mezi sexuálními pracovníky. V celé populaci byla prevalence u dospělých osob 1,9 %.
Faktorem, který napomáhá šíření onemocnění, je neochota používat při pohlavním styku kondom. Podle zpráv UNAIDS v roce 2016 kondom při poskytování sexuálních služeb používalo 82,6 % prostitutek. Některé z nich si účtovaly dvojnásobek za své služby v případě nepoužití této ochrany. Dalším faktorem zvyšující problém HIV je, že mnoho prostitutek pobývajících v zemi nelegálně nemá přístup k lékařské péči.

## Obchod s lidmi
Oběťmi obchodu s lidmi v Angole jsou místní obyvatelé i cizinci. Oběťmi sex traffickingu se často stávají angolské dívky ve věku třinácti let. Mezi oblasti s nejvyšším rizikem obchodu s lidmi patří provincie Luanda, Benguela a příhraniční provincie Cunene, Lunda Norte, Namibe, Uíge a Zaire. Oběti sex traffickingu jsou posílány do Jihoafrické republiky, Namibie a evropských zemí, včetně Nizozemska či Portugalska.
Ženy původem z Brazílie, Kuby, Konžské demokratické republiky, Namibie a Vietnamu živící se v Angole prostitucí mohou být oběťmi obchodu s lidmi a sexuálního vykořisťování. Konžští nelegální přistěhovalci, včetně dětí, hledající práci v oblasti těžby diamantů se také stávají oběťmi sex traffickingu a jsou nuceni v důlních táborech k poskytování sexuálních služeb. Za účelem obchodu se sexem sítě obchodníků s lidmi přiváží do Angoly dvanáctileté dívky z oblasti Kasai-Occidental.